# ألبرتو غارزا
ألبرتو غارزا (بالإسبانية: Alberto Garza)‏ مواليد 6 يونيو 1985 في مدينة مكسيكو، المكسيك، هو ملاكم محترف مكسيكي يصنف ضمن فئة وزن الريشة.

## إحصائيات
خاض خلال مسيرته 37 نزالا، فاز في 26 وتعادل في 1 وخسر في 9. فاز بالضربة القاضية في 21 نزالا.

## روابط خارجية
- ألبرتو غارزا على موقع بوكس ريك (الإنجليزية) (registration required)